# Bataille d'El Fasher (2013)
Pour les articles homonymes, voir Bataille d'El Fasher.
Guerre du Darfour
Batailles
- Mellit
- El Fasher
- Troji
- Rokoro

La bataille d'El Fasher se déroule pendant la guerre du Darfour. 

## Déroulement
Le dimanche 3 novembre 2013, à cinquante kilomètres au sud-ouest d'El Fasher, un convoi de l'armée soudanaise tombe dans une embuscade par l'Armée de libération du Soudan de la faction Minni Minnawi. 
Les deux camps revendiquent la victoire. Abdoullah Moursal, porte-parole de l'ALS-Minnawi confirme l'attaque et affirme que 200 militaires ont été tués et qu'une vingtaine de véhicules ont été capturés.
De son côté, Sawarmi Khaled Saad, le porte-parole de l'armée soudanaise, déclare n'avoir aucune information sur le nombre des tués, mais affirme que l'attaque a été repoussée par les forces gouvernementales et que le convoi a pu ensuite poursuivre sa route.  
Selon un analyste régional contacté par l'AFP le jeudi 7 novembre, plusieurs dizaines de soldats soudanais sont morts lors du combat, plusieurs rebelles sont également tués mais en moins grand nombre.